# Casa J. Mora Moss
La Casa J. Mora Moss es una casa victoriana de estilo gótico carpintero, audazmente romántica, ubicada en el Parque Mosswood de Oakland, California. Fue construida en 1864, adquirida por Oakland en 1912 y documentada por el Servicio de Edificios Históricos de Estados Unidos en 1960, momento en el que fue declarada «uno de los mejores ejemplos, si no el mejor, de arquitectura gótica de influencia francesa e inglesa adaptada a la arquitectura doméstica con estructura de madera que se encuentra en el Área de la Bahía Este, y posiblemente en el norte de California».  El edificio fue declarado Monumento Histórico de Oakland n.º 6 el 7 de enero de 1975. Es una de las cinco casas históricas propiedad de la Ciudad de Oakland y actualmente funciona como oficina y almacén del Departamento de Parques y Recreación de Oakland.
El edificio también se conoce como J. Mora Moss Home, J. Mora Moss Cottage, Mosswood Cottage y simplemente Mosswood.

## Historia

### J. Mora Moss
Joseph Moravia Moss nació en Filadelfia en 1809 y llegó a San Francisco, California, en 1850 o 1854 para trabajar como empleado bancario. A partir de ahí, amasó una fortuna en la banca, la importación de hielo y pieles, la construcción de canales y ferrocarriles, y la prestación de servicios de telégrafo y gas. Su deseo era retirarse del bullicio de la ciudad. Moss adquirió un gran terreno en las afueras del centro de Oakland y, el 29 de febrero de 1864, encargó a S.H. Williams el diseño de una casa de dos plantas en la propiedad por 14 500 dólares estadounidenses, más los materiales de construcción suministrados por Moss. Williams, quien se refirió al diseño como una «cabaña gótica», contrató a Joseph F. Heston para construir el edificio, pero Heston incumplió el contrato el 8 de diciembre de 1864. Moss terminó la construcción con sus propios constructores, bajo la dirección de S.H. Williams. No existen registros que registren el coste total de la construcción de la casa.
Moss, soltero desde hacía muchos años, se casó con su ama de llaves, Julia Theresa Wood, en 1867. Llamaron a la finca "Mosswood", una concatenación de sus dos apellidos.
Moss fue presidente de la Junta Directiva del Asilo Estatal de California para Sordomudos y Ciegos. En 1868, Moss fue elegido Regente Honorario de la primera Junta de Regentes de la Universidad de California y nombrado regente en 1874 , cargo que ocupó hasta su fallecimiento en Mosswood el 21 de noviembre de 1880. Julia Wood Moss conservó la propiedad de Mosswood tras la muerte de su esposo. A principios de la década de 1890, supervisó las ampliaciones de la casa. Se construyó un estudio de una sola planta y se realizaron modificaciones en la biblioteca. Se añadió una gran buhardilla con ventanal mirador orientado de este a sureste al dormitorio principal, sobre el salón. La Sra. Moss falleció sin hijos en 1904, mientras estaba de vacaciones en Europa.

### Parque Mosswood
El terreno que se convertiría en Mosswood Park fue comprado por Moss a un tal Sr. Coffey en 1863. La casa se construyó al año siguiente. La finca de Moss en ese momento tenía 27 acres (109 265,2 m²)   más del doble de grande que el actual Mosswood Park. La propiedad de Moss se extendía desde Telegraph Avenue hasta Glen Echo Creek y desde Moss Avenue (actualmente West MacArthur Boulevard) hasta la calle 36.
Julia Wood Moss aumentó el tamaño de su patrimonio al comprarle una parcela a CW Hathaway tras el fallecimiento de su esposo. La nueva franja de terreno extendía la propiedad más allá de Glen Echo Creek hasta Broadway.Tras el fallecimiento de Julia Wood Moss, la finca se subdividió: la sección noroeste se vendió a promotores inmobiliarios que construyeron viviendas unifamiliares. Las 11 acres (44 515,5 m²)   La parcela de Mosswood (que contenía la casa principal) fue a la corte de sucesiones para una subasta pública. El alcalde de Oakland, Frank Kanning Mott, un defensor del movimiento City Beautiful, presionó para salvar la mayor parte posible de la parcela para espacios verdes públicos. El abogado de la ciudad, John McElroy, presentó una oferta contra un sindicato de desarrolladores con una oferta ganadora de $65,100 prestados por Mott de un grupo de banqueros; las arcas de la ciudad estaban vacías de fondos para tal compra. En 1907, los votantes de Oakland aprobaron una medida de bonos para comprar la finca a los banqueros de Mott y convertirla en un parque municipal, preservando así la casa principal.  Los banqueros erigieron una cerca de hierro forjado alrededor de la parcela para mantener alejados a los vándalos mientras se implementaban las mejoras del parque. La transferencia final de la propiedad se produjo en 1912 a un costo de más de US$100,000. En las décadas siguientes, los terrenos del parque se ampliaron con la construcción de un anfiteatro y una pérgola decorativa junto a Broadway. Se construyeron canchas de tenis y baloncesto, y se establecieron áreas de juegos infantiles. Numerosas actividades patrocinadas por la ciudad se llevaron a cabo en el parque.
La cerca de hierro forjado que rodeaba Mosswood fue derribada y donada a una campaña de recolección de chatarra durante la Segunda Guerra Mundial. Durante unos breves meses en 1942, el Ayuntamiento de Oakland renombró el parque como "Parque MacArthur" en honor al general Douglas MacArthur, pero los ciudadanos de Oakland respondieron con una rotunda desaprobación y se restableció el nombre original. En 1945, el arroyo Glen Echo fue soterrado y ajardinado.

### Centro comunitario
La Casa J. Mora Moss ha albergado numerosas actividades, incluyendo un estudio de arte y una guardería infantil. En la década de 1950, se construyó un amplio centro comunitario junto a la casa para satisfacer la demanda de un mayor número de estudiantes que participaban en clases de arte a través del Departamento de Parques y Recreación de la Ciudad de Oakland. El edificio histórico se relegó a oficinas del personal y almacén. Un estudio federal del edificio histórico en 1960 reveló que la carpintería interior mostraba signos de desgaste debido a años de servicio público.

## Arquitectura

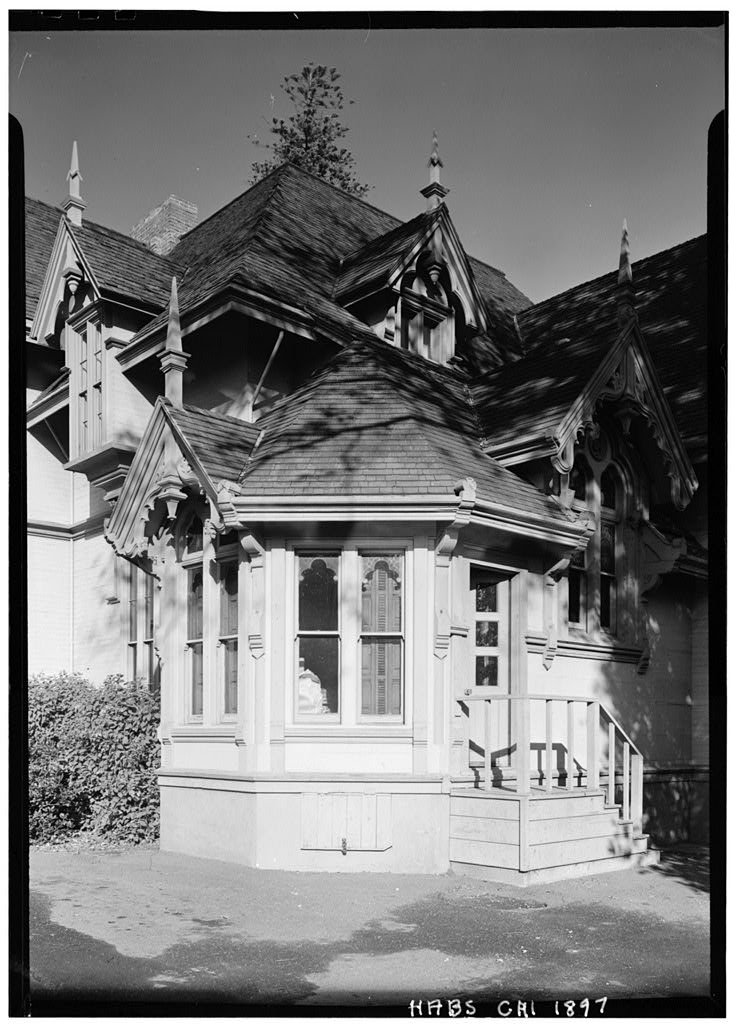
Fotografía HABS de Jack E. Boucher de 1960 del detalle de la esquina suroeste de la casa.

El edificio está construido con una estructura de abeto Douglas sobre una base de doce pulgadas (305 mm) que sostienen un revestimiento liso de tablones de secuoya machihembrados con traviesas, umbrales y elementos ornamentales exteriores de secuoya. Se asienta sobre ladrillo enlucido que rodea el sótano con suelo de tierra y forma un pedestal que soporta el resto de la estructura. Una moldura metálica alrededor de las chimeneas realza el techo de tejas de madera (originalmente se especificaron tejas de secuoya de la mejor calidad con esquinas recortadas). Las buhardillas a dos aguas se extienden a través de la empinada línea del techo; tablas de barcaza decoradas y remates, ménsulas y esquinas de cuerda profusamente moldeados adornan las buhardillas y los aleros. Una fuerte sensación de verticalidad se ve reforzada por las ventanas altas y estrechas y el techo con un ángulo pronunciado de 52,5°. La chimenea principal original ventilaba los conductos de cuatro hogares y se elevaba en un esbelto pilar, a doce pies sobre el techo, en el centro simétrico del edificio. Otras dos chimeneas tenían un diseño similar. (En 1928, las chimeneas altas, delgadas y cilíndricas habían sido reemplazadas por otras cortas, rectangulares y poco destacables, de ladrillo).
Se utilizó caoba hondureña para los gabinetes interiores empotrados. Las paredes de la planta baja fueron revestidas con cedro de Port Orford, y el resto de la carpintería de las paredes fue de secuoya clara. Las puertas tienen paneles góticos de trébol y cuatrifolio, y están hechas de madera blanda gruesa con incisiones que simulan el nogal negro.
El revestimiento exterior de secuoya se pintó con tres capas de albayalde y aceite de linaza; dos de esas capas se cubrieron con "arena blanca limpia" para brindar textura y durabilidad.
Cristales espejados, así como elementos ornamentales chapados, dorados y de metal fundido, se transportaron desde Francia e Inglaterra a través del Cabo de Hornos. Rosetones, nervaduras y medallones de yeso fundido detallan el techo, que por lo demás está compuesto por tracerías geométricas de madera sobre yeso liso. La escalera interior principal consta de tres tramos en forma de U cuadrada y está rematada con pasamanos de roble sostenidos por balaustres de arco gótico. Los pisos superior e inferior son de 1 pulgada (25,4 mm) Machihembrado de pino macizo con clavos ciegos. Peldaños de pino macizo conforman la escalera.
El edificio tiene aproximadamente 5500 pies cuadrados (511 m²) de superficie útil. La planta  alberga tres dormitorios principales con baño compartido; también hay tres dormitorios secundarios. Las estancias de  planta baja incluyen un salón, un estudio, una biblioteca, un recibidor que da a un amplio recibidor con escalera, un comedor, una cocina y una despensa. Originalmente, la iluminación era de gas ; el gas se fabricaba en las instalaciones. Lámparas de araña de gas colgaban de medallones de yeso. Desde las ventanas del salón se veía un elaborado helechuelo con cascada. 

Los elementos decorativos de vitrales añaden color a algunas ventanas. Un par de vitrales insertados contienen los escudos de armas de las familias Moss y Wood. 

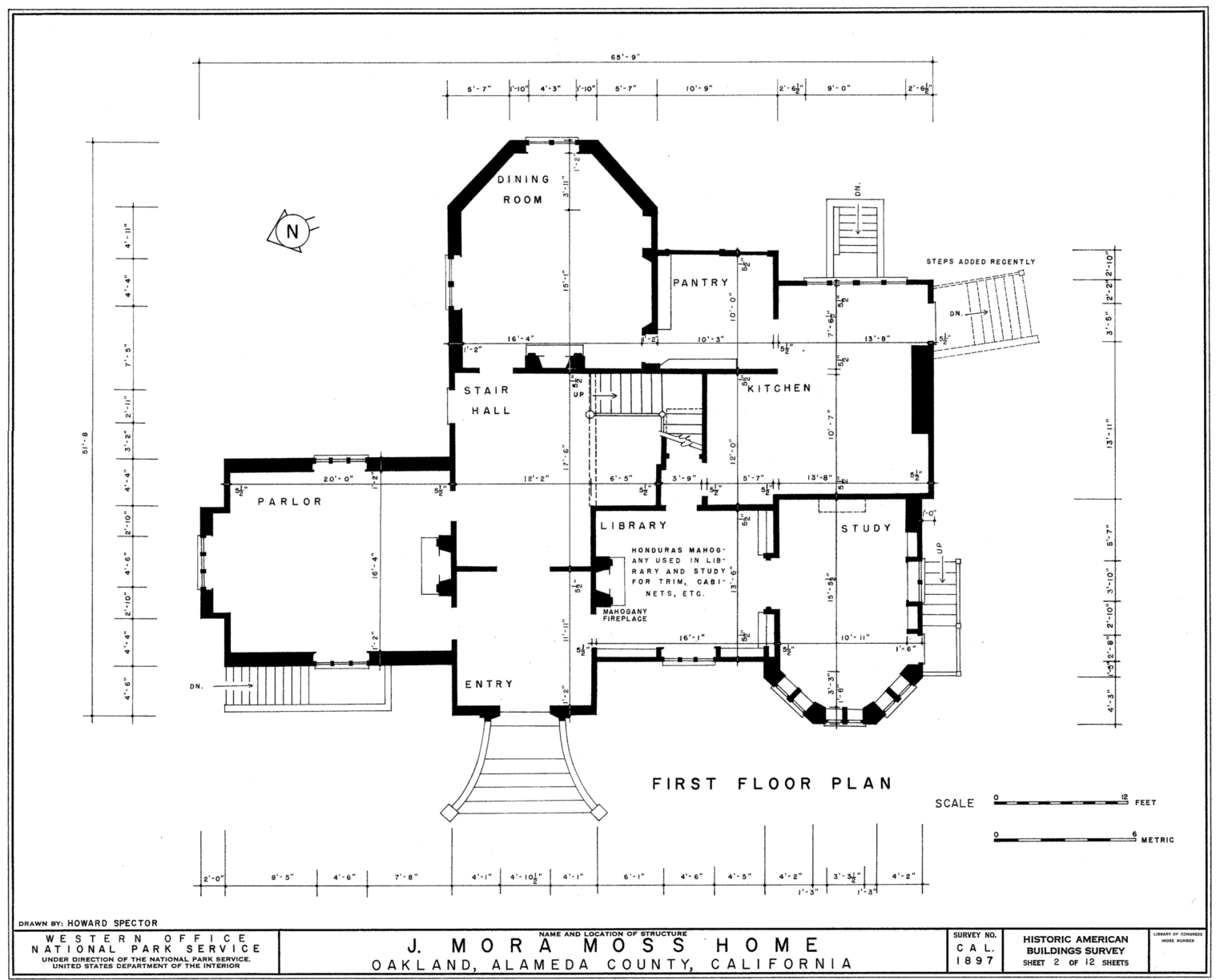
Planta del primer piso de la Casa J. Mora Moss
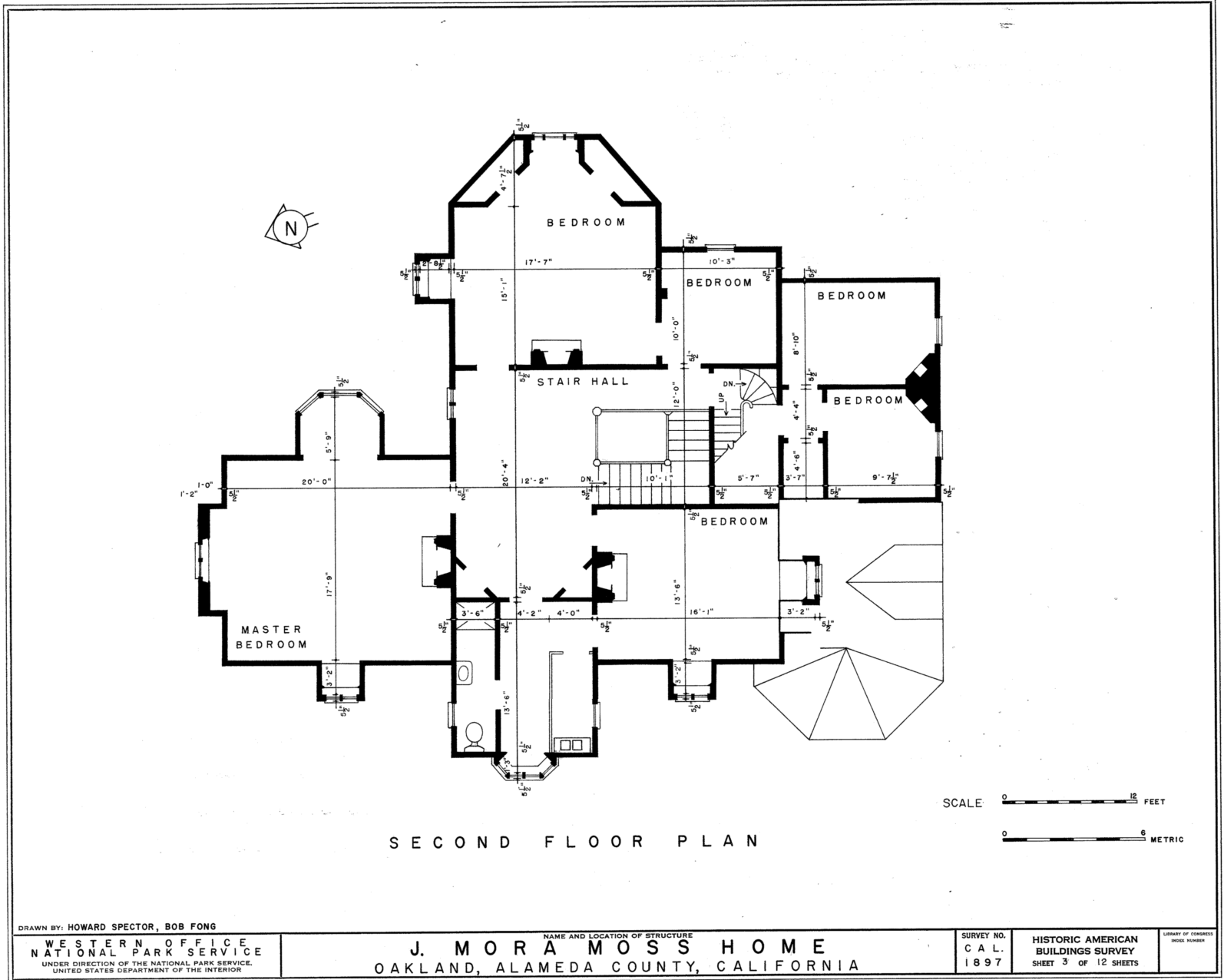
Plano del segundo piso de la Casa J. Mora Moss
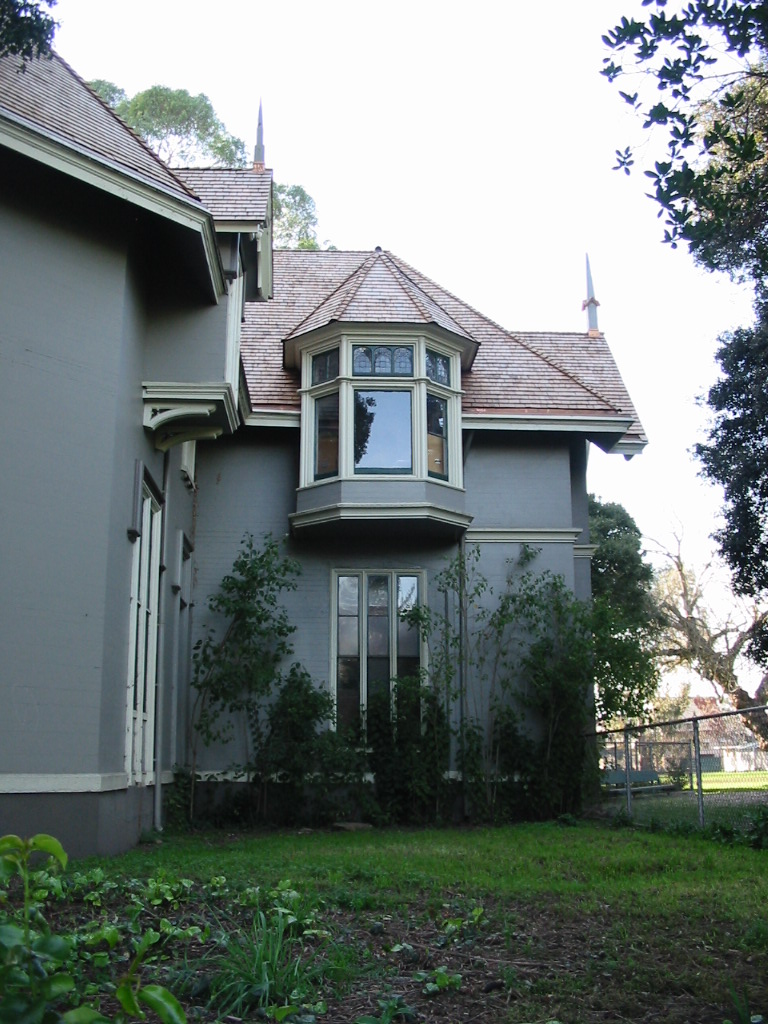
Ventana salediza del segundo piso orientada al sureste agregada por la viuda Moss
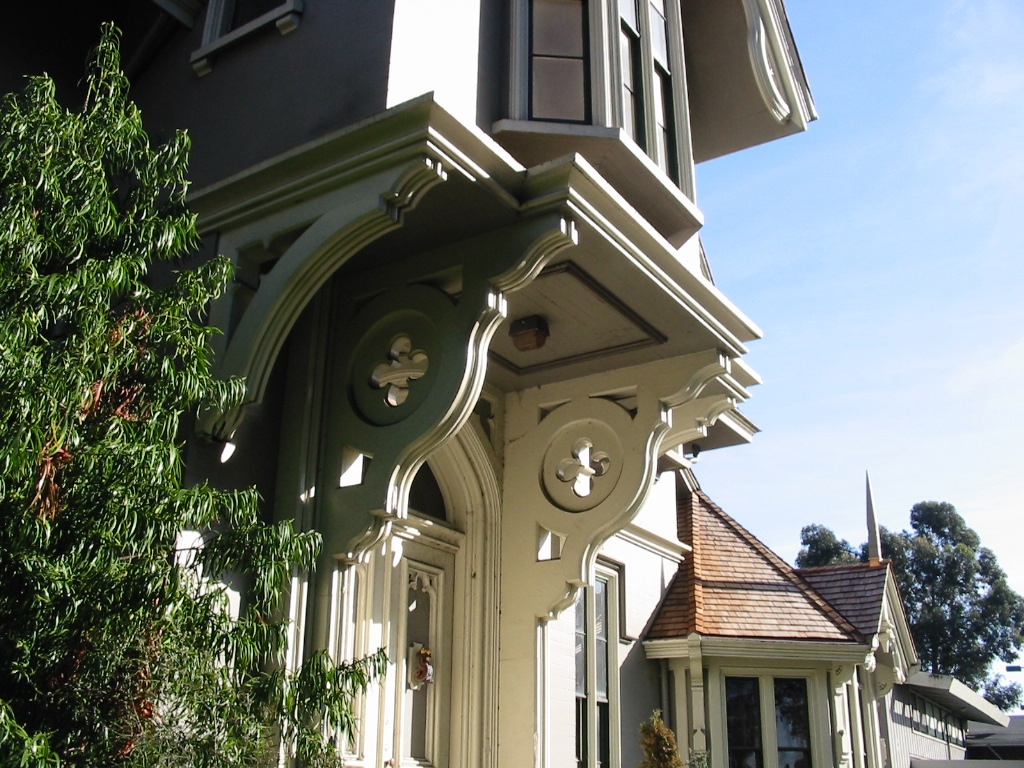
Detalles de volutas góticas sobre la entrada principal
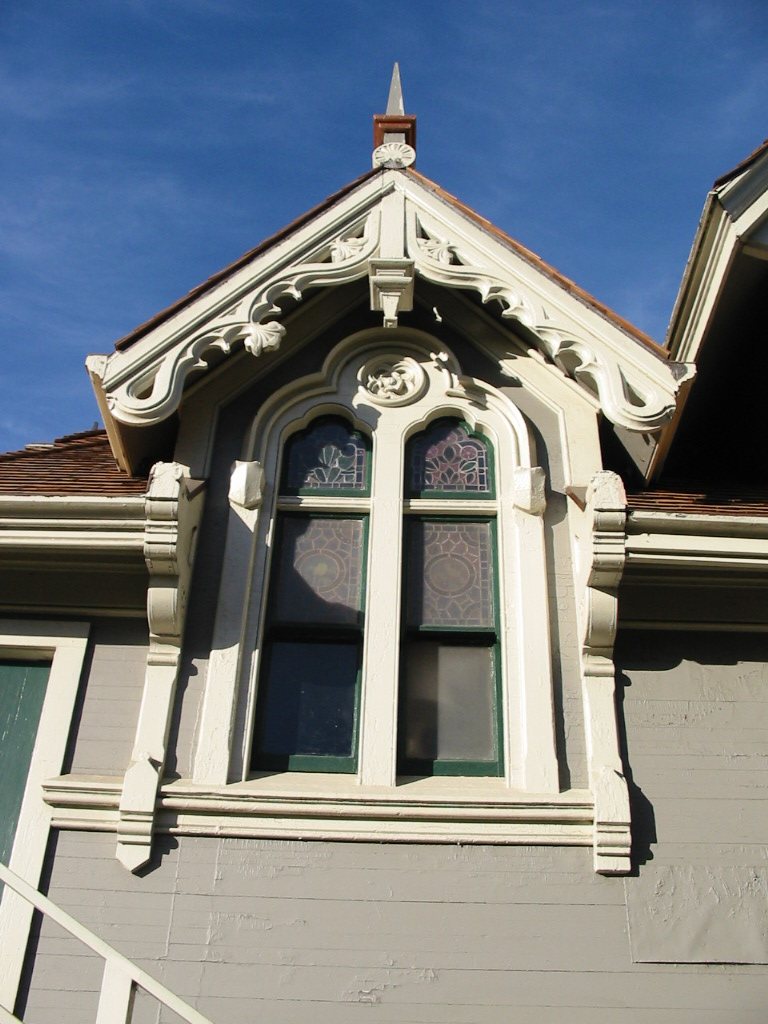
Ventanas gemelas con los escudos de armas de la familia Moss y Wood en vidrieras.
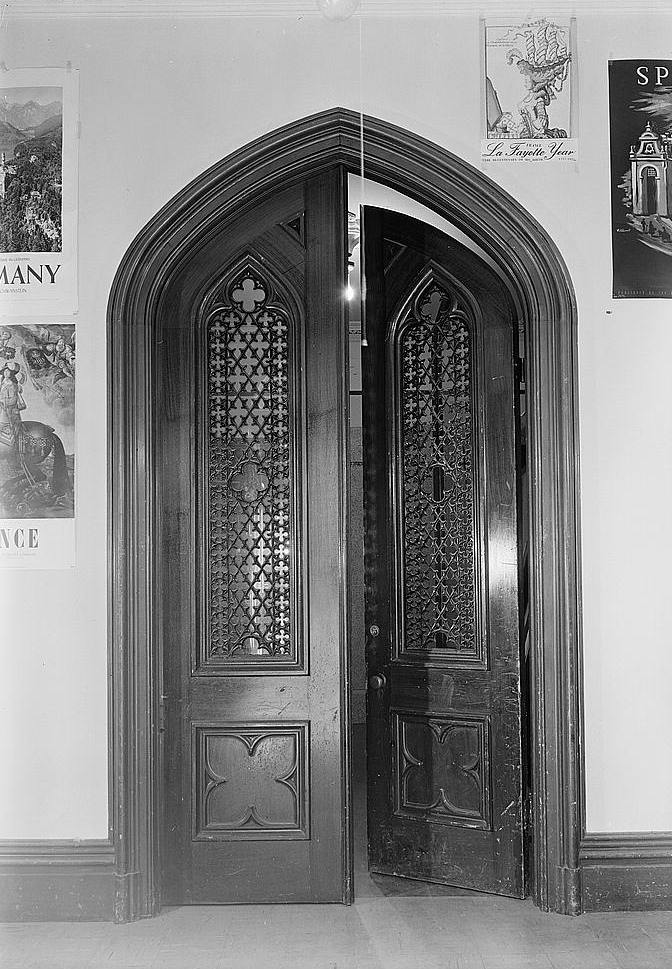
Fotografía de puertas interiores góticas de HABS de 1960
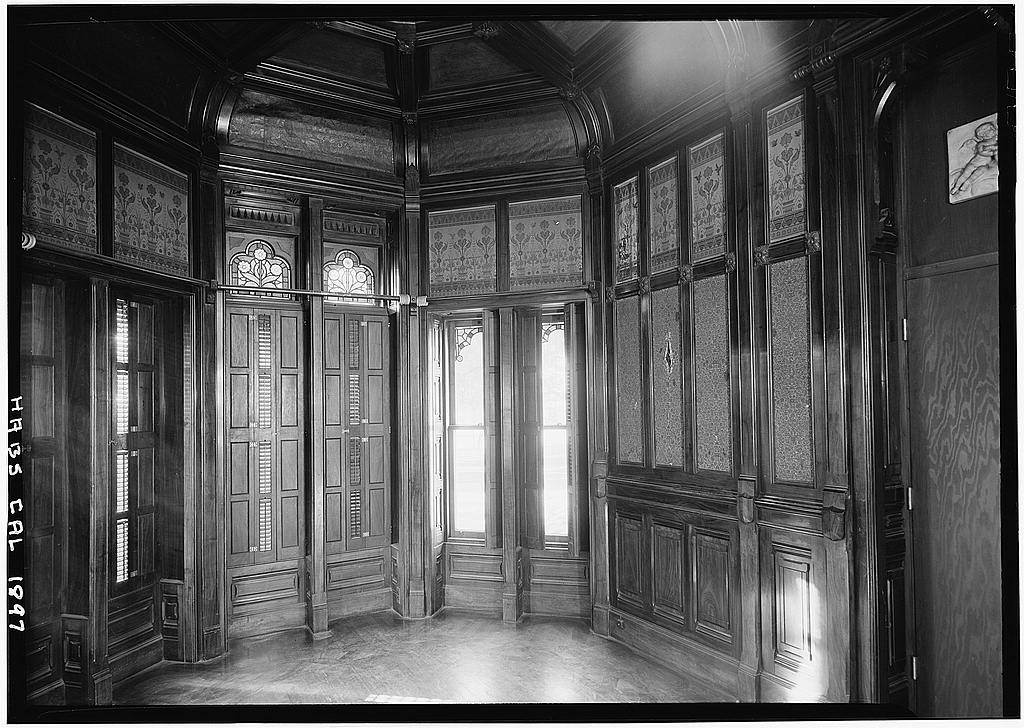
Fotografía de la biblioteca tomada en 1960 por la HABS, mirando hacia el oeste.
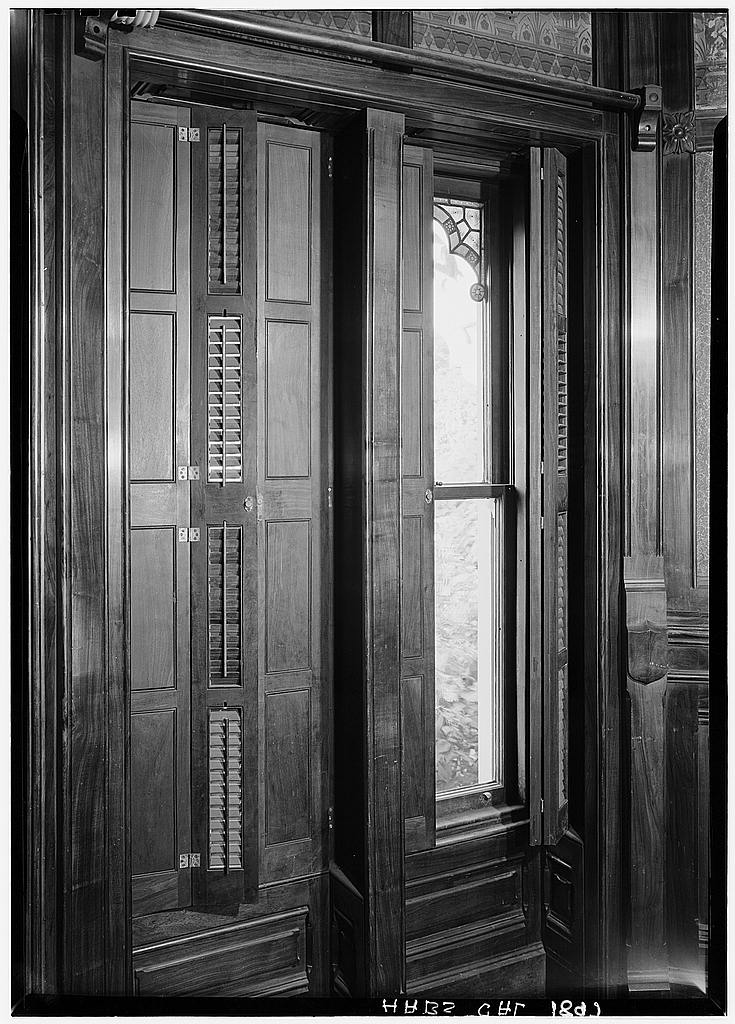
Fotografía de HABS de 1960 del detalle de la ventana de la biblioteca